# HD172394
HD172394 — подвійна зоря. 
Ця подвійна система має видиму зоряну величину в смузі V приблизно 7,5.
Вона розташована на відстані близько 318,2 світлових років від Сонця.

## Подвійна зоря
Головна зоря цієї системи належить до хімічно пекулярних зір й має спектральний клас A7.
Інша компонента має  спектральний клас F1.